# 萬華遊廓
萬華遊廓（艋舺遊廓）是台灣日治時代設在台北市萬華的遊廓，作為貸座敷（妓院）指定區域，約為現萬華區貴陽街、桂林路、環河南路、西園路一帶。此風化區一直沿續至今，現今有許多的阿公店。

## 概要
明治29年（1896年），公布台北縣令甲第一號「貸座敷及娼妓取締規則」等法令，在艋舺、淡水、基隆設置遊廓，並至指定貸座敷營業區域，為台灣遊郭設立的開始。
萬華遊廓的範圍大約是入船町、有明町、龍山寺町三個町的西側，即現貴陽街、桂林路、環河南路、西園路一帶。
根據昭和5年（1930年）日本內地出版的『全國遊廓案內』，萬華遊廓共有約60間貸座敷，娼妓約560人。戰後，此風化區以公娼制度延續。1972年，「台北市管理娼妓辦法」施行，公娼被集中至寶斗里，1997年，公娼廢止後，風化區仍沿續至今，現多以茶店為名營業，茶店的臺灣俗稱為阿公店。
其中，有明町四丁目的「和泉樓」，以1980年代的「青雲閣」之名登錄為歷史建築。

## 脚注
1. ↑  『全國遊廓案內』日本遊覽社、昭和5年
2. ↑  『御大典台北市六十餘町案內』世相研究社出版部、昭和3年

## 外部連結
- 青雲閣 （页面存档备份，存于）